# 노코타 말
노코타 말(Nokota horse)은 미국 노스다코타주 남서부의 악지에 위치한 야생 및 반야생 말 품종이다. 이 품종은 19세기에 현지 아메리카 원주민의 말과 스페인 말, 서러브레드, 마차 말 및 관련 품종을 혼합하여 생산한 목장 사육 말로 구성된 기초축에서 개발되었다. 노코타는 목장주들이 주 및 연방 기관과 협력하여 가축 방목 경쟁을 줄이기 위해 협력한 20세기 초에 거의 전멸되었다. 그러나 1940년대 시어도어 루즈벨트 국립 공원이 조성되었을 때 몇 마리가 본의 아니게 그 안에 갇혀 보존된 바 있다.
1986년에 공원은 무리 종마를 포함하여 많은 말을 매각하고 외부 혈통을 가진 여러 씨말을 무리에 풀었다. 이 시점에서 리오와 프랭크 쿤츠 형제는 품종 보존을 목표로 말을 구입하기 시작했고 1999년에 노코타 말 보호 협회를 설립했으며 나중에 같은 조직을 통해 품종 등록을 시작했다. 나중에 미네소타주의 다른 조직에서 두 번째 단기 등록이 시작되었다. 2009년에는 북 다코타 악지 말 등록소가 만들어졌으며, 최근 몇 년 동안 공원에서 제거된 약간 다른 종류의 말을 등록했다. 오늘날 공원에서는 정기적으로 말 떼를 줄여서 70~110마리의 수를 유지하고, 남은 말은 매각된다.
노코타 말은 각진 뼈대를 가지고 있으며 일반적으로 푸른 박모를 띠고 종종 "인디언 셔플"이라고 불리는 앰블링 보법을 보인다. 품종은 일반적으로 전통적인 유형과 목장 유형의 두 부분으로 구분되며 형태와 키가 약간 다르다. 그들은 지구력 승마, 서부 승마 및 영국식 승마를 포함한 많은 행사에 쓰인다.